# Madera County
Madera County är ett county i delstaten Kalifornien, USA. Den administrativa huvudorten (county seat) är Madera. Vid folkräkningen år 2010 bodde 150 865 personer i countyt. 
En del av Yosemite nationalpark och Devils Postpile nationalmonument ligger i Madera County. 

## Geografi
Enligt United States Census Bureau så har countyt en total area på 5 576 km². 5 532 km² av den arean är land och 44 km² är vatten. 

### Angränsande countyn
- Fresno County, Kalifornien - syd, väst
- Merced County, Kalifornien - nordväst
- Mariposa County, Kalifornien - nord
- Tuolumne County, Kalifornien - nordost
- Mono County, Kalifornien - nordost